# 社會效益債券
社會效益債券（英語：Social Impact Bond, SIB），又譯「社會影響力債券」，是種公私協力模式。透過成果付費機制，向外部投資人募集資金，待服務提供者實現政府指定目標，政府再回報投資人。 2010年9月，英國發起首次社會效益債券。

## 历史
1988年，紐西兰经济学家Ronnie Horesh初次提出「社會效益債券」的相關想法。 此後，许多机构與个人倡导社會效益債券，试图解决公部門欠缺資金投入社福政策的難題。
2010年3月18日，英國司法大臣施仲宏發起英国首支社會效益債券，用于资助罪犯回歸社會的計畫。  2007年，英国首相領導的關社行動委員會（英語：The Prime Minister’s Council on Social Action），召集各界人士，構想為社福政策募資的方案。  關社行動委員會发展社會效益債券，並與其他組織合作，如致力投資第三部門的社会金融（英語：Social Finance）、杨氏基金会（英語：the Young Foundation）、 澳大利亚社会影响力中心，以及其他非政府组织和私营公司。英国政府與牛津大學發起政府成果实验室由英国政府和牛津大学合作发起政府成果實驗室（英語：Government Outcomes Lab），以调查社會效益債券的效果。 
隨後，美國、澳大利亞等國陸續嘗試社會效益債券。　 2012年8月，马萨诸塞州為美国首次嘗試社會效益債券政策的州,由高盛發行債券，由非營利組織MDRC執行，以降低罪犯的再犯率。 2010年11月，澳大利亞新南威尔士州州长克里斯蒂娜宣布试行社會效益債券的意向。 2011年，政黨輪替后，联盟党继续推行该政策。 
2012年11月，英国埃塞克斯郡為首個發起社會效益債券的地方政府，為高風險的青少年提供支持。
2013年2月，慈善社会投资组织 Allia 宣布英国首个面向大眾的社會效益債券投资机会。 虽然因缺乏投资者而最終停止销售，但“儿童未来债券”（英語：the Future for Children Bond）将一项相对低风险的道德投资与另一项较高风险的投资结合，产生更大的社会效应，提供额外的可变回报。这笔钱原本預計投资于埃塞克斯郡的社會效益債券，用于“照顧” 11 至 16 岁面临接受寄养风险的儿童。 
2015年，日本試行社會效益債券。2017年，日本正式發起社會效益債券，東京八王子市用於提供直腸癌的早期篩檢，而神戶市則用於改善腎病患者的生活。

## 運作模式
社會效益債券，通常有5個參與者：政府、債券發行機構、外部投資人、服務提供者、社會效益評鑑機構。
政府會與公益金融機構或私人金融機構合作，以某項公共服務為指定目標，發行債券，向外部投資人或法人募資。透過資金，債券發行機構整合服務提供者，通常為非營利組織，共同投入處理指定目標，直到履約時間完竣。最終，由評鑑機構評定是否達到指定目標。若服務提供者實現指定目標，政府將支付經費給債券發行機構，再由機構給付外部投資人報酬；反之，若執行結果未達成目標，政府將不支付任何費用。
政府能透過社會效益債券，將市場資金引入第三部門，並轉移風險至外部投資人身上。

### 註腳
1. ↑  . The Government Outcomes Lab.   [2019-07-11]. （原始内容存档于11 July 2019）.
2. ↑  林姿君. . 國立中山大學財務管理學系研究所. 2016.

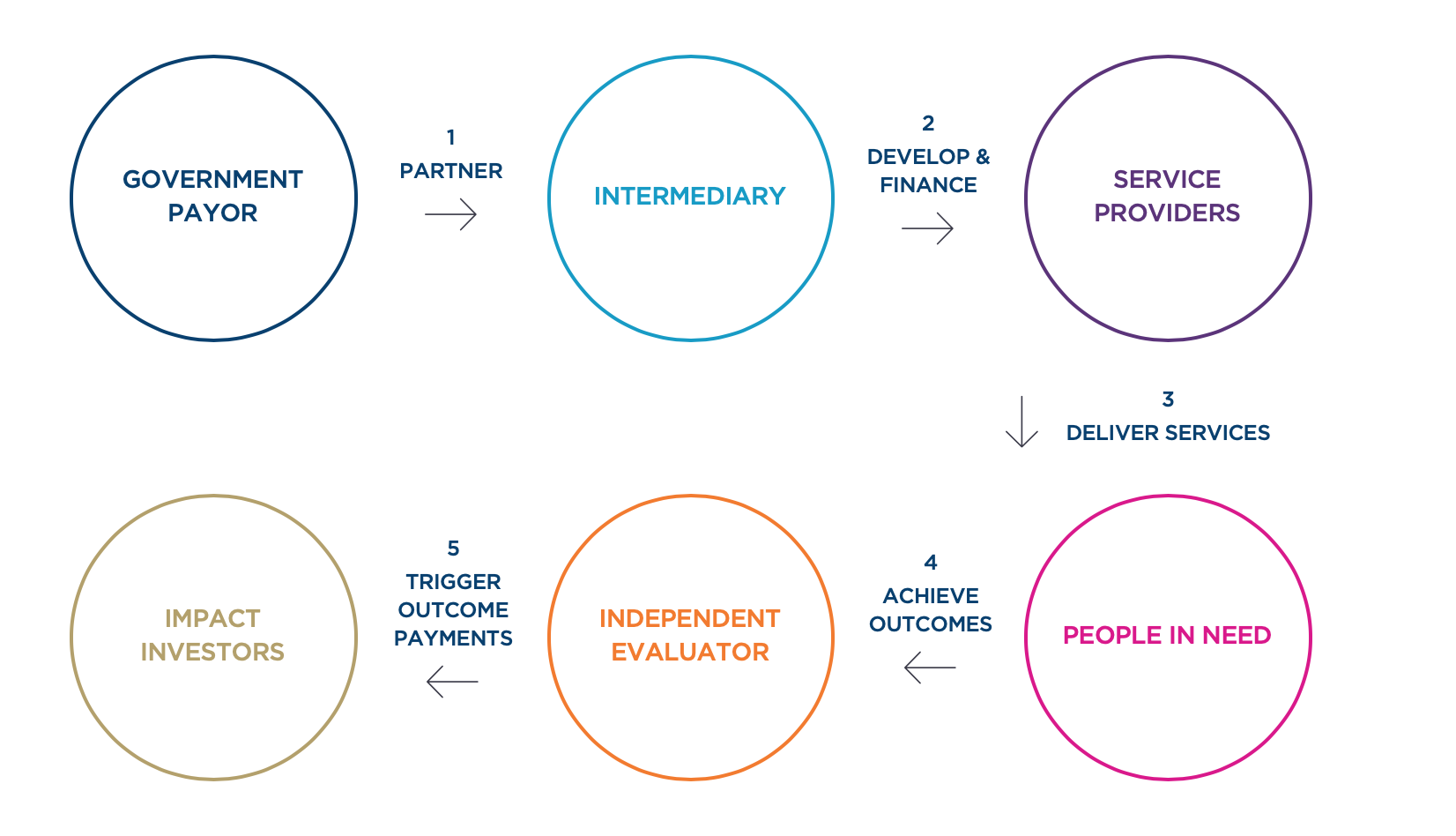
社會效益債券的運作模式

3. ↑  Social Finance (2016) Social Impact Bonds: The early years
4. ↑  . socialfinance.org.uk.   [12 February 2013]. （原始内容存档于26 January 2013）.
5. ↑  Travis, Alan. . The Guardian (London). 6 October 2010  [16 December 2016]. （原始内容存档于23 April 2019）.
6. ↑  . Lincoln University Agribusiness and Economics Research Unit. 1988.
7. ↑  Peter Walker. . The Guardian. 19 March 2010  [16 December 2016]. （原始内容存档于7 March 2016）.
8. ↑  . Financial Times. （原始内容存档于15 June 2010）.
9. ↑  . cabinetoffice.gov.uk.   [12 March 2010]. （原始内容存档于7 April 2010）.
10. ↑  . socialfinance.org.uk.   [12 March 2010]. （原始内容存档于5 March 2010）.
11. ↑  . The Young Foundation.   [25 March 2011]. （原始内容存档于24 March 2011）.
12. ↑  . The Government Outcomes Lab.   [2019-07-12]. （原始内容存档于11 July 2019）.
13. 1 2  . BostonGlobe.com.   [22 June 2017]. （原始内容存档于17 April 2016）.
14. ↑  . Telegraph.co.uk. 26 June 2010  [2 April 2018]. （原始内容存档于25 June 2017）.
15. ↑  . progressives.org.uk. 20 April 2018  [2 July 2010]. （原始内容存档于4 July 2010）.
16. 1 2  . 社企流.   [2025-04-26] （中文（臺灣））.
17. ↑  Foundation Center. . Philanthropy News Digest (PND).   [1 November 2012]. （原始内容存档于11 August 2012）.
18. ↑  Keneally, Kristina.  (PDF). 25 November 2010  [26 February 2022]. （原始内容存档 (PDF)于10 December 2011）.
19. ↑   (PDF). Budget 2011-12. NSW Government. 9 June 2011  [30 May 2012]. （原始内容存档 (PDF)于20 March 2012）.
20. ↑  . BBC News website (BBC). 23 November 2012  [25 January 2013]. （原始内容存档于11 October 2015）.
21. ↑  Patrick, Wintour. . The Guardian (London). 23 November 2012  [25 January 2013]. （原始内容存档于13 November 2014）.
22. ↑  Julian Knight. . The Independent On Sunday (London). 3 February 2013  [4 February 2013]. （原始内容存档于25 February 2013）.
23. ↑  . 17 April 2013  [23 April 2014]. （原始内容存档于8 January 2014）.
24. ↑  . The Financial Times. 3 February 2013  [4 February 2013]. （原始内容存档于6 February 2013）.
25. 1 2  AVPN.  (PDF). 2019-06.
26. 1 2 3  盧俊偉. . 小英教育基金會. 2014-08-07.